# Zuidelijk grauw zandoogje
Het zuidelijk grauw zandoogje (Hyponephele lupinus) is een vlinder uit de onderfamilie Satyrinae van de familie Nymphalidae (aurelia's). De wetenschappelijke naam is voor het eerst geldig gepubliceerd in 1836 door O. Costa.
De soort komt voor in Europa.